# Montamy
Montamy (Ausspracheⓘ) ist eine ehemalige französische Gemeinde mit 90 Einwohnern (Stand 1. Januar 2022), den Montamiciens, im Département Calvados in der Region Normandie.
Am 1. Januar 2016 wurde Montamy im Zuge einer Gebietsreform zusammen mit 19 benachbarten Gemeinden, die wie Montamy alle dem aufgelösten Gemeindeverband Bény-Bocage angehörten, als Ortsteil in die neue Gemeinde Souleuvre en Bocage eingegliedert.

## Geografie
Montamy liegt rund 19 Kilometer nordnordöstlich von Vire-Normandie.

## Bevölkerungsentwicklung
| Jahr                             | 1793 | 1836 | 1876 | 1926 | 1946 | 1968 | 1990 | 2013 |
| Einwohner                        | 252  | 238  | 196  | 112  | 143  | 122  | 65   | 91   |
| Quelle: Cassini, EHESS und INSEE |      |      |      |      |      |      |      |      |

## Sehenswürdigkeiten
- Kirche Saint-Martin aus dem 18. Jahrhundert
- Schloss aus dem 19. Jahrhundert
- Kapelle